# Giya Kancheli
Giya Kancheli (in georgiano გია ყანჩელი?; Tbilisi, 10 agosto 1935 – Tbilisi, 2 ottobre 2019) è stato un compositore georgiano.

## Biografia

### Carriera
Cresciuto a Tbilisi, dopo la dissoluzione dell'Unione Sovietica Kancheli si trasferì a Berlino; dal 1995 risiedeva ad Anversa, in Belgio.
La sua musica è comunicativa ed immediata, spesso di taglio spiritualistico, il che porta a paragonarla (non sempre a proposito) ai lavori di Arvo Pärt e John Tavener. Non mancano istanze di ispirazione religiosa e popolare, in particolare nell'apertura della Terza Sinfonia, o in uno dei suoi ultimi lavori, Magnum Ignotum.
Il suo linguaggio sinfonico è caratterizzato da lenti, ossessivi frammenti in modo minore contro lunghe, angosciate discordanze. Questi passaggi sono talora punteggiati da "scene di battaglia" con ottoni e percussioni. Dopo il 1990 la sua musica è divenuta generalmente più sommessa e nostalgica. Rodion Ščedrin parla di Kancheli come di un "asceta con il temperamento di un massimalista; un Vesuvio represso".

### Morte
Malato da tempo, è deceduto a Tbilisi il 2 ottobre 2019 a causa di complicazioni cardiache dopo aver ricevuto cure all'estero.

## Opere
Kancheli è ricordato soprattutto per le composizioni orchestrali, che comprendono tra l'altro un concerto, sette sinfonie e quella che egli chiama una liturgia per viola e orchestra, ovvero Mourned by the Wind. Il più importante lavoro è generalmente ritenuto la sesta sinfonia.
Tra gli artisti celebri che hanno inciso sue opere ci sono Dennis Russell Davies, Jansug Kakhidze, Gidon Kremer, Jurij Bašmet, Kim Kashkashian, Mstislav Rostropovič, ed il Kronos Quartet.
I suoi cd sono stati commercializzati soprattutto dall'etichetta ECM.

### Composizioni orchestrali
- Concerto per orchestra (1963) nel Gosudarstvennij Akademičeskij Paliashvili Teatr Opery i Balety di Tiflis/Tbilisi diretto da Kurt Masur
- Sinfonia No. 1 (1967)
- Sinfonia No. 2: Songs (1970)
- Sinfonia No. 3 (1973)
- Sinfonia No. 4 "To the Memory of Michelangelo" (1974)
- Sinfonia No. 5 "To the Memory of My Parents" (1977)
- Sinfonia No. 6 (1978-1980)
- Sinfonia No. 7 "Epilogue" (1986)
- Mourned by the Wind (Vom Winde Beweint), liturgia per viola e orchestra (1989)
- Rokwa (1999)
- Styx (1999)

### Musica da camera
- Morning Prayers per orchestra da camera e nastro magnetico (1990)
- Midday Prayers per soprano, clarinetto e orchestra da camera (1990)
- Night Prayers per quartetto d'archi (1992)
- Caris Mere per soprano e viola (1994)
- Valse Boston per pianoforte e archi (1996)
- Instead of a Tango per violino, bandoneón, pianoforte e contrabbasso (1996)
- In L'Istesso Tempo per quartetto con pianoforte (1997)
- Sio per archi, pianoforte e percussioni (1998)
- Chiaroscuro per quartetto d'archi (2011)

### Opera / Coro
- Music for the living, opera in due atti (1982-1984)
- Bright Sorrow Requiem (to the 40th Anniversary of the Victory over Fascism) (1984)
- Evening Prayers per otto soprani e orchestra da camera (1991)
- Psalm 23 per soprano e orchestra da camera (1993)
- Lament, concerto per violino, soprano e orchestra (1994)
- Diplipito per violoncello, controtenore e orchestra da camera (1997)
- And Farewell Goes Out Sighing... per violino, controtenore e orchestra (1999)
- Styx per viola, coro misto e orchestra (1999)
- Amao Omi per quartetto di sassofoni e coro misto (2005)